# Euniké
Az Euniké görög eredetű női név, jelentése: jó győzelem illetve diadalmas.

## Alakváltozatok
- Eunika:[1] az Euniké latinosított változata.[2]

## Gyakorisága
Az 1990-es években az Euniké és az Eunika szórványos név, a 2000-es években nem szerepelnek a 100 leggyakoribb női név között.

## Névnapok
Euniké, Eunika
- február 24.

## Híres Eunikék, Eunikák
Pál apostol tanítványának, Timotheusnak az édesanyja :Timotheushoz irt 2. levél 1:5